# Вікіпедія мовою волоф
Вікіпедія мовою волоф (волоф Wikipedia Wolof) — розділ Вікіпедії мовою волоф. Створена у 2003 році. Вікіпедія мовою волоф станом на 19 серпня 2025 року містить 1736 статей, 16 717 зареєстрованих користувачів, 20 активних дописувачів, 1 адміністратора
. Загальна кількість сторінок у Вікіпедії мовою волоф — 5550, редагувань — 106 927, мультимедійні файли відсутні
. Глибина (рівень розвитку мовного розділу) Вікіпедії мовою волоф середня і становить 93 пункти
. 

## Історія
- Травень 2006 — створена 100-та стаття[3].
- Серпень 2009 — створена 1 000-на стаття[3].